# Nana da Ibéria
Nana (em georgiano:  ნანა) foi uma rainha consorte do Reino da Ibéria, como segunda esposa de Meribanes III no século IV. Por seu papel na conversão dos georgianos, ela é venerada pela Igreja Ortodoxa, em especial pela Igreja da Geórgia, como Santa Igual aos Apóstolos Rainha Nana (em georgiano:  წმინდა მოციქულთასწორი დედოფალი ნანა).Niceia
Nana adquiriu grande relevância histórica por sua participação pivotal na conversão de seu marido Meribanes III, e consequentemente dos georgianos, ao cristianismo. Ela viveu apenas dois anos a mais que seu marido, falecendo no ano de 363. O casal está sepultado no Mosteiro de Samtavro, em Misqueta, na Geórgia.

## Família
De acordo com as crônicas georgianas, Nana era grega, da região do Ponto, filha do rei Oligoto. Assume-se que, referindo-se ao Ponto, fala-se aqui no Reino do Bósforo. O historiador russo Cyril Toumanoff crê que o nome "Oligotos" seria uma corruptela georgiana de "Olímpio" ou "Olimpo", um dinasta bósforo cuja existência é conhecida pelo registro de seu filho Aurélio Valério Sogo Olimpiano, um governante da Teodósia que inscreveu em 306 uma dedicação ao "Mais Alto Deus" em grego na ocasião da construção de uma casa de orações judaica. Alternativamente, o genealogista e historiador francês Christian Settipani identifica Nana como a filha mais jovem de Tibério Júlio Teotorses, um rei bósforo, o que a faria irmã do também rei bósforo Rescúporis VI e do corregente Radânsades.
Casou-se com o jovem rei ibérico Meribanes após sua primeira esposa, Abexura, falecer no ano de 292. Tiveram, a saber, a seguinte filiação:
- Reve II, corregente entre 345 e 361
- Aspacures II, rei de 363 a 365
- uma filha casada com Perozes, o primeiro rei mirrânida de Gogarena[7]

## Conversão ao cristianismo
As fontes georgianas relatam que a rainha Nana era a princípio uma pagã convicta, que desprezava a pregação cristã. Por volta do ano de 334, no entanto, sabendo da presença de Santa Nino ensinando o cristianismo em Misqueta, quis uma audiência com a jovem missionária. A rainha, que sofria de uma grave doença, foi curada e se converteu. Seu marido Meribanes, descontente, ameaçou divorciá-la. Segundo a tradição, no entanto, o rei acabaria se perdendo nos bosques em uma viagem de caça após um escurecimento repentino, fazendo-o orar ao "Deus de Nino" e convertendo-se ao ser livrado por um clareamento, igualmente repentino. Subsequentemente, o cristianismo foi decretado a crença oficial do Reino da Ibéria, este tornaram-se então um dos primeiros reinos cristãos, no ano de 337.
O historiador romano Rufino de Aquileia, escrevendo meio século após a conversão da Ibéria com base no relato oral do general Bacúrio, também menciona uma rainha ibérica curada por uma cativa cristã, apesar de não nomeá-las.